# Torneo de Bol
El Torneo de Bol (Croatian Bol Ladies Open en inglés) fue un torneo anual femenino de tenis en el WTA Tour, que se juega en la ciudad de Bol, en la isla croata de Brač. La primera edición del torneo se llevó a cabo a fines de abril de 1991, y nuevamente cada año desde 1995 hasta 2003. El torneo se vendió luego a los organizadores del Western & Southern Open y se trasladó a Cincinnati.
Actualmente forma parte de la WTA 125s desde 2016.

## Finales anteriores

### Individuales
| Años         | Campeona                                | Subcampeona                             | Resultado                               |                                         |
| ------------ | --------------------------------------- | --------------------------------------- | --------------------------------------- | --------------------------------------- |
| ↓ Tier V ↓   |                                         |                                         |                                         |                                         |
| 1991         | Sandra Cecchini                         | Magdalena Maleeva                       | 6–4, 3–6, 7–5                           |                                         |
| ↓ Tier III ↓ |                                         |                                         |                                         |                                         |
| 1995         | Sabine Appelmans                        | Silke Meier                             | 6–4, 6–3                                |                                         |
| ↓ Tier IV ↓  |                                         |                                         |                                         |                                         |
| 1996         | Gloria Pizzichini                       | Silvija Talaja                          | 6–0, 6–2                                |                                         |
| 1997         | Mirjana Lučić                           | Corina Morariu                          | 7–6, 6–7, 7–6                           |                                         |
| 1998         | Mirjana Lučić                           | Corina Morariu                          | 6–2, 6–4                                |                                         |
| 1999         | Corina Morariu                          | Julie Halard                            | 6–2, 6–0                                |                                         |
| ↓ Tier III ↓ |                                         |                                         |                                         |                                         |
| 2000         | Tina Pisnik                             | Amélie Mauresmo                         | 7–6, 7–6                                |                                         |
| 2001         | Ángeles Montolio                        | Mariana Díaz Oliva                      | 3–6, 6–2, 6–4                           |                                         |
| 2002         | Åsa Svensson                            | Iva Majoli                              | 6–3, 4–6, 6–1                           |                                         |
| 2003         | Vera Zvonareva                          | Conchita Martínez                       | 6–1, 6–3                                |                                         |
| ↓ WTA 125s ↓ |                                         |                                         |                                         |                                         |
| 2016         | Mandy Minella                           | Polona Hercog                           | 6–2, 6–3                                |                                         |
| 2017         | Aleksandra Krunić                       | Alexandra Cadanțu                       | 6–3, 3–0 ret.                           |                                         |
| 2018         | Tamara Zidanšek                         | Magda Linette                           | 6–1, 6–3                                |                                         |
| 2019         | Tamara Zidanšek                         | Sara Sorribes                           | 7–5, 7–5                                |                                         |
| 2020         | Cancelado debido a la pandemia COVID-19 | Cancelado debido a la pandemia COVID-19 | Cancelado debido a la pandemia COVID-19 | Cancelado debido a la pandemia COVID-19 |
| 2021         | Jasmine Paolini                         | Arantxa Rus                             | 6–2, 7–6(4)                             |                                         |

### Dobles
| Años         | Campeonas                               | Subcampeonas                            | Resultado                               |                                         |
| ------------ | --------------------------------------- | --------------------------------------- | --------------------------------------- | --------------------------------------- |
| ↓ Tier V ↓   |                                         |                                         |                                         |                                         |
| 1991         | Laura Golarsa Magdalena Maleeva         | Sandra Cecchini Laura Garrone           | walkover                                |                                         |
| ↓ Tier III ↓ |                                         |                                         |                                         |                                         |
| 1995         | Mercedes Paz Rene Simpson               | Laura Golarsa Irina Spîrlea             | 7–5, 6–2                                |                                         |
| ↓ Tier IV ↓  |                                         |                                         |                                         |                                         |
| 1996         | Laura Montalvo Paola Suárez             | Alexia Dechaume Alexandra Fusai         | 6–7, 6–3, 6–4                           |                                         |
| 1997         | Laura Montalvo Henrieta Nagyová         | María José Gaidano Marion Maruska       | 6–3, 6–1                                |                                         |
| 1998         | Laura Montalvo Paola Suárez             | Joannette Kruger Mirjana Lučić          | walkover                                |                                         |
| 1999         | Jelena Kostanić Michaela Paštiková      | Meghann Shaughnessy Andreea Vanc        | 7–5, 6–7, 6–2                           |                                         |
| ↓ Tier III ↓ |                                         |                                         |                                         |                                         |
| 2000         | Julie Halard Corina Morariu             | Tina Križan Katarina Srebotnik          | 6–2, 6–2                                |                                         |
| 2001         | María Martínez Anabel Medina            | Nadia Petrova Tina Pisnik               | 7–5, 6–4                                |                                         |
| 2002         | Tathiana Garbin Angelique Widjaja       | Elena Bovina Henrieta Nagyová           | 7–5, 3–6, 6–4                           |                                         |
| 2003         | Petra Mandula Patricia Wartusch         | Emmanuelle Gagliardi Patty Schnyder     | 6–3, 6–2                                |                                         |
| ↓ WTA 125s ↓ |                                         |                                         |                                         |                                         |
| 2016         | Xenia Knoll Petra Martić                | Raluca Olaru İpek Soylu                 | 6–3, 6–2                                |                                         |
| 2017         | Chuang Chia-jung Renata Voráčová        | Lina Gjorcheska Aleksandrina Naydenova  | 6–4, 6–2                                |                                         |
| 2018         | Mariana Duque Yafan Wang                | Silvia Soler Barbora Štefková           | 6–3, 7–5                                |                                         |
| 2019         | Timea Bacsinszky Mandy Minella          | Cornelia Lister Renata Voráčová         | 0–6, 7–6(3), [10–4]                     |                                         |
| 2020         | Cancelado debido a la pandemia COVID-19 | Cancelado debido a la pandemia COVID-19 | Cancelado debido a la pandemia COVID-19 | Cancelado debido a la pandemia COVID-19 |
| 2021         | Aliona Bolsova Katarzyna Kawa           | Ekaterine Gorgodze Tereza Mihalíková    | 6–1, 4–6, [10–6]                        |                                         |